# 芬特鎮區 (阿肯色州格蘭特縣)
芬特鎮區（英語：Fenter Township）是位於美國阿肯色州格蘭特縣的一個行政鎮區。

## 地方資料
芬特鎮區的面積為96.47平方千米，當中陸地面積為96.31平方千米，而水域面積為0.16平方千米。根據2010年美國人口普查的數據，當地共有人口909人，而人口密度為每平方千米9.42人。